# Запуже-при-Костелу
Запуже-при-Костелу (словен. Zapuže pri Kostelu) — поселення в общині Костел, регіон Південно-Східна Словенія, Словенія. Висота над рівнем моря: 343,1 м.